# Хольменколлен
Хольменко́ллен (норв. Holmenkollen) — часть района Вестре-Акер в Осло, столице Норвегии. Находится на холме и является самой высокой точкой города.
С конца XIX века — центр отдыха и культуры. Здесь находятся лыжный трамплин, старейший в мире Лыжный музей, биатлонная трасса. На этой трассе ежегодно проходит один из этапов Кубка мира по биатлону.
Курорт Хольменколлен — всесезонный и входит в число 50 самых известных достопримечательностей страны. Любители горных лыж и биатлона предпочитают появляться здесь в период с ноября по апрель, но все остальное время года в Хольменколлене действует туристическая инфраструктура: гостевые коттеджи, кафе и рестораны (Holmenkollen Restaurant, Kafé Seterstua, др.), музей, сувенирные лавки. В сезон здесь бывает около 700 000 посетителей, и это число ежегодно увеличивается.
На курорте регулярно проводятся соревнования местного и международного значения по биатлону, зимнему двоеборью и прыжкам с трамплина. А кроме этого — фольклорные фестивали и народные красочные праздники.

## Спортивная инфраструктура
Действующий 115-метровый лыжный трамплин, созданный еще в 1892 году и несколько раз перестроенный позже. Для спуска с него лыжникам необходимо иметь специальную лицензию.
Несколько менее высоких трамплинов.
Тренажер-аттракцион, реалистично имитирующий слаломный спуск с крутого склона и прыжки с лыжного трамплина.
Около 500 км горнолыжных и лыжных трасс, биатлонный стадион.
Пункты проката инвентаря и амуниции.

## Развлечения и достопримечательности
Смотровая обзорная площадка на вершине главного лыжного трамплина. Отсюда открывается невероятный вид на панораму Осло.
Лыжный музей. Открыт в 1923 году. Включает огромную экспозицию лыж разных форм, размеров и назначения, а также коллекцию документов и экспонатов, связанных с покорением Северного полюса и с лыжными традициями норвежской королевской семьи.
Статуя гигантского тролля Коллена, хранителя здешних мест.
Памятники королю Олафу и путешественнику Хансену.
Часовня.

## Как добраться
На автомобиле: съехать с кольцевой дороги Осло у Smestad и далее следовать указателям по направлению к Holmenkollen Skijumping Hill. Занимает около 20 минут.
На метро из Осло: по линии № 1 до остановки Holmenkollen.